# Maxville (Montana)
Maxville es un lugar designado por el censo ubicado en el condado de Granite en el estado estadounidense de Montana. En el Censo de 2010 tenía una población de 130 habitantes y una densidad poblacional de 7,25 personas por km².

## Geografía
Maxville se encuentra ubicado en las coordenadas 46°28′34″N 113°14′7″O / 46.47611, -113.23528. Según la Oficina del Censo de los Estados Unidos, Maxville tiene una superficie total de 17.93 km², de la cual 17.91 km² corresponden a tierra firme y (0.13%) 0.02 km² es agua.

## Demografía
Según el censo de 2010, había 130 personas residiendo en Maxville. La densidad de población era de 7,25 hab./km². De los 130 habitantes, Maxville estaba compuesto por el 96.92% blancos, el 0% eran afroamericanos, el 0% eran amerindios, el 0% eran asiáticos, el 0% eran isleños del Pacífico, el 0% eran de otras razas y el 3.08% pertenecían a dos o más razas. Del total de la población el 0% eran hispanos o latinos de cualquier raza.